# Bottoms
Bottoms es una película estadounidense de 2023 de comedia adolescente dirigida por Emma Seligman a partir de un guion de Seligman y Rachel Sennott, quien también protagoniza junto a Ayo Edebiri. La película es producida por Elizabeth Banks bajo su estandarte Brownstone Productions. Su trama sigue a dos chicas de último año de secundaria que organizan un club de lucha como pretexto para conectar con animadoras. Ruby Cruz, Havana Rose Liu, Kaia Gerber, Nicholas Galitzine y Marshawn Lynch aparecen en papeles secundarios.
Bottoms encabezó el festival de cine SXSW 2023 el 11 de marzo de 2023, donde recibió elogios de la crítica por su humor, personajes y elementos satíricos. Fue estrenada por Orion Pictures a través de Metro-Goldwyn-Mayer en Estados Unidos el 25 de agosto de 2023.

## Sinopsis
Dos chicas de último año de secundaria crean un "club de lucha" para conectar con animadoras antes de graduarse.

## Reparto
- Rachel Sennott como PJ
- Ayo Edebiri como Josie
- Marshawn Lynch como Mr. G
- Havana Rose Liu como Isabel
- Kaia Gerber como Brittany
- Nicholas Galitzine como Jeff
- Ruby Cruz como Hazel
- Dagmara Dominczyk
- Miles Fowler como Tim
- Punkie Johnson
- Lacey Dover
- Alyssa Matthews
- Krystal Chambers
- Summer Joy Campbell

## Recepción

### Crítica
Bottoms recibió reseñas generalmente positivas de parte de la crítica y de la audiencia. En el sitio web agregador de reseñas Rotten Tomatoes, la película posee una aprobación de 90%, basada en 209 reseñas, con una calificación de 7,5/10 y un consenso crítico que dice "Propulsiva y exagerada, Bottoms es un clásico instantáneo de la comedia de secundaria que se siente actual y nostálgico". De parte de la audiencia tiene una aprobación de 77%, basada en más de 1000 votos, con una calificación de 4,0/5.
El sitio web Metacritic le dio a la película una puntuación de 74 de 100, basada en 46 reseñas, indicando "reseñas generalmente favorables". En el sitio IMDb los usuarios le asignaron una calificación de 6,8/10, sobre la base de más de más de 25 000 votos, mientras que en la página web FilmAffinity la película tiene una calificación de 5,9/10, basada en 1506 votos.

### Premios y nominaciones
| Premio                                     | Fecha                   | Categoría                              | Nominado                      | Resultado | Ref.   |
| ------------------------------------------ | ----------------------- | -------------------------------------- | ----------------------------- | --------- | ------ |
| South by Southwest                         | 19 de marzo de 2023     | Premio del Público – Headliners        | Bottoms                       | Nominada  | [ 8 ]  |
| Sidewalk Film Festival                     | 27 de agosto de 2023    | Premio de los Programadores - Película | Bottoms                       | Ganadora  | [ 9 ]  |
| Asociación de Críticos de Cine de San Luis | 17 de diciembre de 2023 | Mejor película de comedia              | Bottoms                       | Nominada  | [ 10 ] |
| Astra Film and Creative Awards             | 6 de enero de 2024      | Mejor película de comedia              | Bottoms                       | Nominada  | [ 11 ] |
| Premios de la Crítica Cinematográfica      | 14 de enero de 2024     | Mejor comedia                          | Bottoms                       | Nominada  | [ 12 ] |
| Premios Black Reel                         | 16 de enero de 2024     | Mejor peinado y maquillaje             | Shandra Williams              | Nominada  | [ 13 ] |
| Premios Independent Spirit                 | 25 de febrero de 2024   | Mejor guion                            | Emma Seligman, Rachel Sennott | Nominada  | [ 14 ] |
| Premios Independent Spirit                 | 25 de febrero de 2024   | Mejor actuación revelación             | Marshawn Lynch                | Nominada  | [ 14 ] |